# صفر ايرانباك
صفر ايرانباك (بالفارسية: صفر ایرانپاک)، من مواليد 23 ديسمبر 1947م وتوفي بتاريخ 30 يناير 2009م في العاصمة السويدية ستكهولم، وهو لاعب إيراني لكرة قدم ومركزه مهاجم، ولعب مع نادي شاهين أحواز ونادي برسبوليس الإيرانيتين، لعب مع منتخب بلاده وحقق كأس الأمم الآسيوية سنة 1972م، كما شارك مع المنتخب الإيراني في دورة الألعاب الصيفية الأولمبية التي استضافتها مدينة ميونخ الألمانية سنة 1972م.

## روابط خارجية
- صفر ايرانباك على موقع ناشيونال فوتبول تيمز (الإنجليزية)
- صفر ايرانباك على موقع أوليمبيديا (الإنجليزية)